# Villasalto
Villasalto (sardinski: Biddesàtu) je grad i općina (comune) u pokrajini Južnoj Sardiniji u regiji Sardiniji, Italija. Nalazi se na nadmorskoj visini od 502 metra i ima 1 052 stanovnika.
 Prostire se na 130,36 km². Gustoća naseljenosti je 8 st/km².
Susjedne općine su: Armungia, Burcei, Dolianova, San Nicolò Gerrei, San Vito, Sinnai i Villaputzu.